# Karl Kautsky
Karl Johann Kautsky  (16 tháng 10 năm 1854 - 17 tháng 10 năm 1938) là một triết gia Séc-Đức, nhà báo, và lý thuyết gia Mác-xít. Kautsky được công nhận là một trong những người truyền bá có uy tín nhất của chủ nghĩa Marx chính thống sau cái chết của Friedrich Engels vào năm 1895 cho tới khi sắp nổ ra Chiến tranh thế giới thứ nhất vào năm 1914 và một số người gọi ông là 'Đức Giáo hoàng của chủ nghĩa Mác'. Sau chiến tranh, Kautsky là một nhà phê bình thẳng thắn cuộc Cách mạng Bolshevik và sự thái quá của nó, tham gia những cuộc bút chiến với Lenin và Leon Trotsky về bản chất của nhà nước Xô viết.

## Cuộc đời và sự nghiệp

### Thời thanh niên
Karl Kautsky, sinh ra ở Prague, cha là họa sĩ sân khấu người Séc, mẹ là kịch sĩ và văn sĩ người Áo, cùng gia đình chuyển đến Vienna lúc bảy tuổi. Ông nghiên cứu lịch sử, triết học và kinh tế học tại Đại học Vienna từ năm 1874, và trở thành một thành viên của Đảng Dân chủ Xã hội Áo (SPÖ) vào năm 1875. Năm 1880 ông gia nhập một nhóm chủ nghĩa xã hội Đức tại Zurich, mà được sự hỗ trợ tài chính của học giả Karl Hochberg, và lén lút đưa tài liệu xã hội chủ nghĩa vào đế chế Đức tại thời điểm Luật chống xã hội chủ nghĩa ra đời (1878 -). Chịu ảnh hưởng của Eduard Bernstein, thư ký của Karl Hochberg, ông đã trở thành một nhà Mácxít và năm 1881 đã đến thăm Marx và Engels ở Anh.

### Sự nghiệp chính trị
Trong năm 1883, Kautsky thành lập tờ nguyệt san Die Neue Zeit ('The New Times') ở Stuttgart, mà sau trở thành tuần báo vào năm 1890. Ông viết tạp chí này cho đến tháng 9 năm 1917. Điều này đã làm cho ông có được một thu nhập ổn định và cho phép ông truyền bá chủ nghĩa Mác. Từ 1885-1890 ông đã chuyển tới ở London, và trở thành một người bạn thân của Friedrich Engels. Trở thành một nhà lý luận Mác-xít nổi tiếng vào năm 1888, phần lớn là nhờ Engels đã giao cho ông nhiệm vụ biên tập làm tác phẩm ba tập của Marx, lý thuyết về giá trị thặng dư. Năm 1891 ông là đồng tác giả Cương lĩnh Erfurt của Đảng Dân chủ Xã hội Đức (SPD) cùng với August Bebel và Eduard Bernstein.
Sau cái chết của Engels vào năm 1895, Kautsky trở thành một trong những nhà lý luận quan trọng và có ảnh hưởng nhất của chủ nghĩa Mác, đại diện cho dòng lý luận Marxist chủ đạo tại Châu Âu cùng với August Bebel, và phác thảo lý thuyết Mác-xít về "chủ nghĩa đế quốc". Cuối năm 1890 khi Bernstein đả kích quan điểm của chủ nghĩa Mác truyền thống là phải cần thiết có cuộc cách mạng. Kautsky lên án ông, cho rằng trọng tâm của Bernstein dựa trên nền tảng đạo đức chủ nghĩa xã hội, mở đường cho cái gọi là một liên minh với giai cấp tư sản 'tiến bộ' và tiến tới không giai cấp.

### Những năm chiến tranh
Vào năm 1914, khi các đại biểu đảng Dân chủ Xã hội Đức ở Reichstag bỏ phiếu cho chiến tranh, Kautsky (người không phải là một đại biểu nhưng tham dự các cuộc họp của họ) đề nghị bỏ phiếu trắng. Kautsky cho rằng Đức đã tiến hành một cuộc chiến tranh phòng thủ chống lại các mối đe dọa của Sa Hoàng Nga. Tuy nhiên, vào tháng 6 năm 1915, khoảng mười tháng sau khi chiến tranh đã bắt đầu và khi nó đã trở nên rõ ràng rằng là một cuộc chiến kéo dài, tàn bạo và tốn kém, ông đã cùng với Eduard Bernstein, đối thủ ngày xưa, và Hugo Haase lên tiếng chống lại chính sách chiến tranh xâm lược Đức mà các nhà lãnh đạo của SPD ủng hộ và lên án mục tiêu thôn tính lãnh thổ của chính phủ Đức. Cả ba bị nhóm lãnh đạo đảng SPD cô lập. Năm 1917 ông rời SPD cùng lập ra Đảng Dân chủ Xã hội Độc lập Đức (USPD), kết hợp những người theo chủ nghĩa xã hội phản đối chiến tranh.
Sau cuộc Cách mạng Tháng Mười Một ở Đức, Kautsky phục vụ ngắn hạn như là thứ trưởng Bộ Ngoại giao trong chính phủ cách mạng SPD-USPD và làm việc để tìm kiếm các tài liệu chứng tỏ tội ác chiến tranh của Đế chế Đức.

### Bút chiến với những người Bolshevik

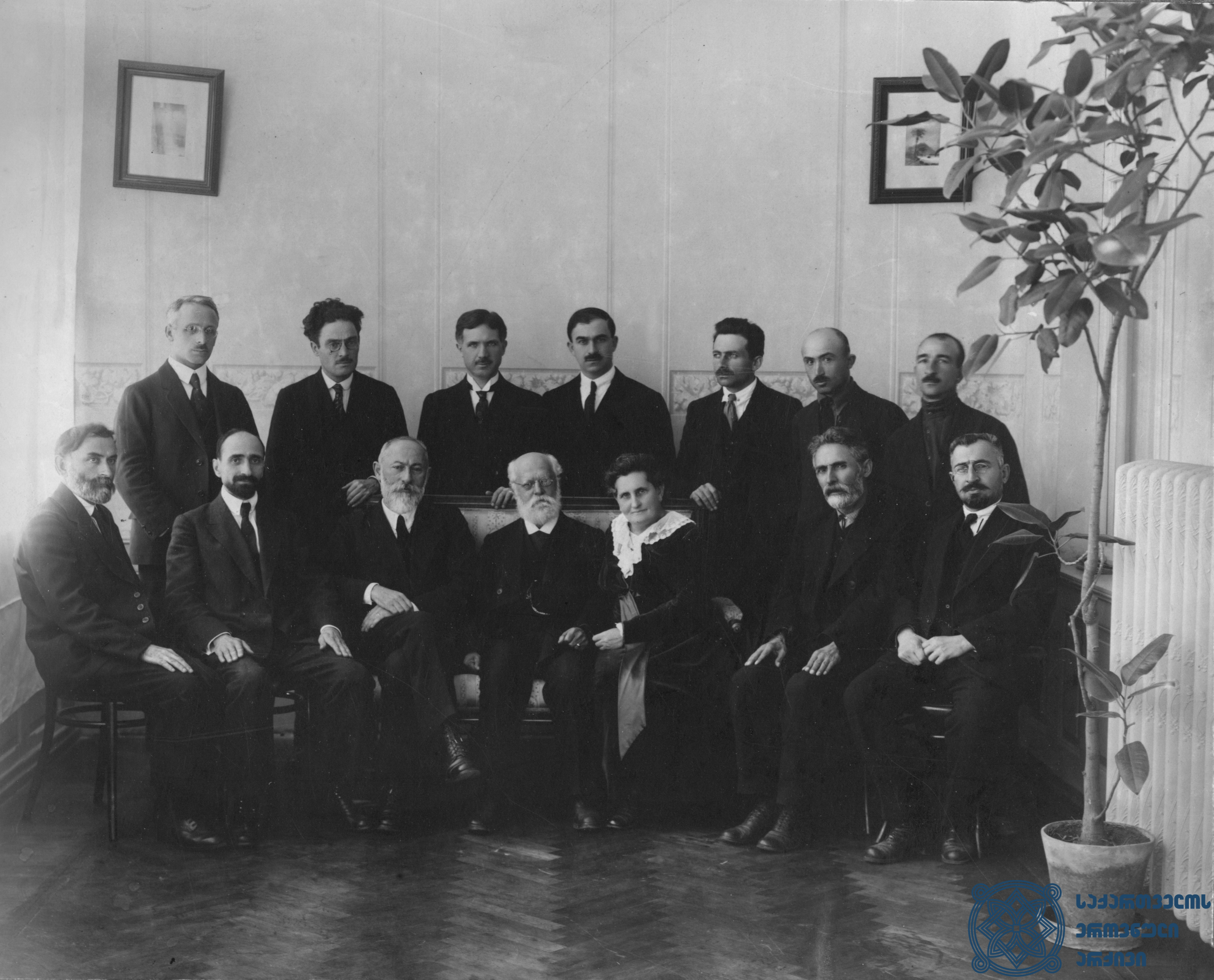
Karl Kautsky với Đảng Dân chủ Xã hội Georgian, Tbilisi, 1920.
Hàng thư nhất: S. Devdariani, Noe Ramishvili, Noe Zhordania, Karl Kautsky và vợ ông de, S. Jibladze, R. Arsenidze;
hàng thứ hai: Kautsky's secretary Olberg, V. Tevzaia, K. Gvarjaladze, K. Sabakhtarashvili, S. Tevzadze, Urushadze, R. Tsintsabadze

Sau năm 1919 tiếng tăm của Kautsky dần giảm bớt. Ông đến thăm nước Gruzia vào năm 1920 và đã viết một cuốn sách vào năm 1921 tại nước Dân chủ Xã hội này, lúc đó vẫn độc lập với Bolshevik Nga. Năm 1920, khi USPD bị chia rẽ vì trở nên quá khích, ông đã đi theo với nhóm thiểu số nhập lại vào đảng SPD. Năm 1924, ở tuổi 70, ông chuyển trở về Vienna cùng với gia đình, và ở đó cho đến năm 1938. Khi Hitler sáp nhập Áo vào Đức vào năm 1938, ông đã trốn sang Tiệp Khắc và từ đó đi máy bay đến Amsterdam, ông qua đời trong năm đó.
Karl Kautsky sống ở Berlin-Friedenau trong nhiều năm; vợ, Luise Kautsky, đã trở thành một người bạn thân của Rosa Luxemburg, người cũng sống ở Friedenau. Một tấm bảng kỷ niệm đánh dấu nơi Kautsky sống tại số 14 Saarstraße.
Vladimir Lenin mô tả Kautsky là 'nổi loạn' trong cuốn sách nhỏ kinh điển của ông 'Cách mạng vô sản và tên phản bội Kautsky'; Kautsky khiển trách trở lại Lenin vào năm 1934 trong tác phẩm của ông: chủ nghĩa Mác nghĩa Bolshevik: Dân chủ và độc tài:

'Tuy những người Bolshevik dưới sự lãnh đạo của Lenin, đã thành công trong việc nắm bắt quyền kiểm soát của các lực lượng vũ trang ở Petrograd và sau đó tại Moscow, do đó đặt nền móng cho một chế độ độc tài mới thay thế chế độ độc tài Sa Hoàng cũ'.

Tuy nhiên,cả Lenin và Trotsky, đã bào chữa Cách mạng Bolshevik như một biến động xã hội có tính hợp pháp và lịch sử, tương tự như cuộc Cách mạng Pháp, tự coi mình và những người Bolshevik có vai trò như Jacobins, và xem 'chủ nghĩa cơ hội' của Kautsky và hình thái tương tự như một chức năng 'hối lộ xã hội' bắt nguồn từ sự thân mật ngày càng tăng của họ với các lớp đặc quyền.
Tác phẩm của Kautsky ‘Dân chủ xã hội so với chủ nghĩa cộng sản’ đã thảo luận về vai trò Bolshevist ở Nga. Ông đã nhìn thấy những người Bolshevik (hoặc Cộng sản) là một tổ chức bí ẩn đã giành được quyền lực bởi một cuộc đảo chính và bắt đầu sự thay đổi mang tính cách mạng mà không có nhân tố cơ bản kinh tế ở Nga. Thay vào đó, một xã hội quan liêu thống trị phát triển, những khổ đau còn nặng hơn các sai sót của chủ nghĩa tư bản phương Tây. Những nỗ lực được thực hiện bởi Stalin để xây dựng một xã hội xã hội chủ nghĩa hữu nghiệp và giàu có bị thất bại.
Ví dụ, khách du lịch nước ngoài tại Nga đứng trong sự ngạc nhiên im lặng trước những doanh nghiệp khổng lồ được tạo ra ở đó, y như họ đứng trước các kim tự tháp. Không ít khi họ suy nghĩ rằng những nô lệ, những con người bị hạ thấp lòng tự trọng đã được liên kết với việc xây dựng các cơ sở khổng lồ. Họ bòn rút đủ mọi cách để tạo ra các lực lượng sản xuất vật liệu bằng cách tiêu diệt các lực lượng sản xuất quan trọng nhất của tất cả người lao động. Trong điều kiện khủng khiếp được tạo ra bởi Piatiletka, con người nhanh chóng diệt vong. Bộ phim của Liên Xô, tất nhiên, đã không cho thấy điều này. ' (Chương 6 của nước Nga Xô Viết Là Một Nhà nước xã hội chủ nghĩa?)

### Chết và di sản
Karl Kautsky chết 17 tháng 10 năm 1938 tại Amsterdam. Con trai ông, Benedikt Kautsky đã ở bảy năm trong trại tập trung, trong khi vợ ông Luise Kautsky chết trong trại tập trung Auschwitz. Kautsky được nhớ đến, ngoài bút chiến chống Bolshevik của mình, là người biên tập và xuất bản Tư bản, Tập IV của Marx (thường được xuất bản có nhan đề 'lý thuyết về giá trị thặng dư').

## Tác phẩm Anh ngữ
- The Economic Doctrines of Karl Marx. (1887/1903)
- Thomas More and his Utopia. (1888)
- The Class Struggle. Daniel DeLeon, trans. New York: New York Labor News Co., 1899.
- Communism in Central Europe at the Time of the Reformation. J.L. & E.G. Mulliken, trans. London: T.F. Unwin, 1897.
- Frederick Engels: His Life, His Work and His Writings. May Wood Simons, trans. Chicago: Charles H. Kerr & Co., 1899.
- On The Agrarian Question (1899), Pete Burgess, trans. London: Zwan Publications, 1988.
- The Social Revolution and On the Day After the Social Revolution. J. B. Askew, trans. London: Twentieth Century Press, 1903.
- Socialism and Colonial Policy (1907)
- Ethics and the Materialist Conception of History. John B. Askew, trans. Chicago: Charles H. Kerr & Co., 1909.
- The Road to Power A.M. Simons, trans. Chicago: Samuel A. Bloch, 1909.
- The Class Struggle (Erfurt Program). William E. Bohn, trans. Chicago: Charles H. Kerr & Co., 1909.
- Finance-Capital and Crises (1911)
- The High Cost of Living: Changes in Gold Production and the Rise in Prices. Chicago: Charles H. Kerr & Co., 1914.
- The Guilt of William Hohenzollern. London: Skeffington and Son, n.d. (1919).
- The Dictatorship of the Proletariat. H. J. Stenning, trans. London: National Labour Press, n.d. (c. 1919).
- Terrorism and Communism: A Contribution to the Natural History of Revolution. W.H. Kerridge, trans. London: National Labour Press, 1920.
- "Preface" to The Twelve Who Are to Die: The Trial of the Socialists-Revolutionists in Moscow. Berlin: Delegation of the Party of Socialists-Revolutionists, 1922.
- Foundations of Christianity: A Study of Christian Origins. New York: International Publishers, 1925.
- The Labour Revolution. H. J. Stenning, trans. London: National Labour Press, 1925.
- Are the Jews a Race? New York: International Publishers, 1926.
- Communism vs. Socialism. Joseph Shaplen, trans. New York: American League for Democratic Socialism, 1932.

## Tác phẩm phụ
- Banaji, Jairus (tháng 1 năm 1990). "Illusions about the peasantry: Karl Kautsky and the agrarian question". Journal of Peasant Studies. Quyển 17 số 2. tr. 288–307. doi:10.1080/03066159008438422.
- Kołakowski, Leszek (2005). Main Currents of Marxism. Translated from Polish by P.S. Falla. New York: W. W. Norton & Company. ISBN 0-393-06054-3.
- Salvadori, Massimo L. (1979). Karl Kautsky and the Socialist Revolution, 1880-1938. Translated from Italian by Jon Rothschild. London: New Left Books. ISBN 0860910156.
- Steenson, Gary P. (1978). Karl Kautsky, 1854-1938: Marxism in the Classical Years. Pittsburgh: University of Pittsburgh Press. ISBN 0822933772.